# Contea di Xuwen
La contea di Xuwen (徐闻县S, Xúwén XiànP) è una contea della Cina, situata nella provincia del Guangdong e amministrata dalla prefettura di Zhanjiang.